# کلوربات
کلوربات (به انگلیسی: cleverbot) یک برنامه کاربردی وب است به نام بات مکالمه که از الگوریتم هوش مصنوعی (AI) برای گفتگو با انسانها استفاده می‌کند، که توسط دانشمند انگلیسی رولو کارپنتر (Rollo Carpenter) ساخته شده‌است. این پروژه قبل از جا بروکی (Jabberwacky) پروژه ربات سخنگو بوده‌است که در سال ۱۹۸۶ آغاز شد و در سال ۱۹۹۷ در اینترنت آنلاین شد. در دهه اول، کلوربات چندین هزار مکالمه با کارپنتر و همکارانش برگزار کرد. از زمان شروع وب سایت، تعداد گفتگوها در آن بیش از ۱۵۰ میلیون بار بوده‌است. علاوه بر کاربرد وب، کلوربات به عنوان یک برنامه آی او اس، اندروید و ویندوز فون نیز در دسترس است.

## عملیات
برخلاف برخی از چت‌بات‌های دیگر، پاسخ‌های کلوربات از پیش برنامه‌ریزی نمی‌شوند. در عوض، آن را از پاسخ هایی که کاربران وارد می‌کند، می‌گیرد: کافی‌ست متنی را در جعبه زیر لوگوی کلوربات وارد کنید و سیستم تمام کلمات کلیدی یا عبارتی دقیق را با ورودی پیدا می‌کند. پس از جستجو از طریق گفتگوهای ذخیره‌شده، با پیدا کردن اینکه چگونه یک انسان به آن ورودی پاسخ داده، به‌طور جزئی یا به‌طور کامل، توسط کلوربات پاسخ می‌دهد. کلوربات در ۳ سپتامبر ۲۰۱۱ در یک آزمون تورینگ در مؤسسه فناوری گوا هاتی هند (Indian Institute of Technology Guwahati) شرکت کرد. از ۱٬۳۳۴ رأی، کلوربات به میزان ۵۹٫۳ ٪ انسانی محسوب شد. امتیاز ۵۰ ٪یا بالاتر معمولاً نمره قبولی در نظر گرفته می‌شود. نرم‌افزار در زمان اجرا برای این رویداد می‌توانست فقط ۱ یا ۲ درخواست همزمان را پاسخ دهد، در حالی که کلوربات آنلاین معمولاً با ۸۰٬۰۰۰ نفر به صورت همزمان صحبت می‌کند.

## توسعه
کلوربات به‌طور مداوم در حال یادگیری با نرخ ۴ تا ۷ میلیون تراکنش در ثانیه است. به‌روزرسانی نرم‌افزار اغلب پشت صحنه بوده‌است. در سال ۲۰۱۴، کلوربات برای استفاده از تکنیک‌های واحد پردازش گرافیکی ارتقا یافت. نرم‌افزار کل مکالمه با میلیون‌ها نفر را که در گذشته رخ داده را برای روش پاسخگویی انتخاب می‌کند. در حال حاضر کلوربات برای بیش از ۲۷۹ میلیون تعامل، از حدود ۳–۴ درصد از داده‌هایی که قبلاً جمع شده‌اند، استفاده می‌کند. توسعه‌دهندگان کلوربات تلاش می‌کنند یک نسخه جدید با استفاده از تکنیک‌های یادگیری ماشینی بسازند. بخش قابل توجهی از موتور پشت کلوربات و یک API برای دسترسی به آن برای توسعه دهندگان به صورت کلور اسکریپت (Cleverscript) ساخته شده‌است. یک سرویس برای دسترسی مستقیم به کلوربات برای توسعه دهندگان نیز فراهم شده‌است. برنامه‌ای که از موتور کلور اسکریپت برای بازی ۲۰ سؤالی استفاده می‌کند، تحت نام کلور ناتور (Clevernator) راه‌اندازی شده‌است. برخلاف سایر بازی‌ها، بازیکن سوالات را می‌پرسد و این نقش هوش مصنوعی است که درک کند و پاسخ دهد. اپلیکیشن کلورمی (Cleverme) برنامه‌ای است که به کاربران اجازه گفتگو با کلوربات کوچک مانند هوش مصنوعی را می‌دهد، برای محصولات اپل توسعه یافت.
در اوایل سال ۲۰۱۷، پخش گفتگوی میان دو دستگاه خانگی گوگل که برای گفتگو با یکدیگر تغییر یافته بودند، بیش از ۷۰۰٬۰۰۰ بازدیدکننده را به خود اختصاص داد که به آستانهٔ ۳۰٬۰۰۰ نفر بازدیدکننده برخط هم رسید.